# Крегер, Арнольд Давидович
Арнольд Давидович Крегер (22 декабря 1990) — российский футболист, вратарь.

## Карьера
Футболом начал заниматься в петербургской спортшколе «Смена». В 2006 году перешёл в спортинтернат московского «Локомотива». В 2008 году выступал за дублирующую команду «железнодорожников».
В 2011 году перешёл в клуб Второго дивизиона «Карелия» (Петрозаводск). По итогам сезона журналисты включили Крегера в символическую сборную зоны «Запад». По итогам первенства 2011/12 отразил шесть пенальти. После расформировании «Карелии» некоторое время играл за симферопольский ТСК.
В июле 2016 года заключил контракт с эстонским клубом Премиум-Лиги «Нарва-Транс». За команду дебютировал 8 июля в матче против клуба «Калев» (Силламяэ) (0:3).
Летом 2017 года стал игроком «Крымтеплицы». С конца 2018 года — игрок любительского футбольного клуба «Константиновское» из Санкт-Петербурга. Летом 2019 подписал контракт со словенским клубом «НК Триглав».
С 2020 года вновь выступает за «Константиновское». В январе-феврале 2022 года находился на просмотре в мурманском любительском клубе «Север». Был заявлен на Турнир уполномоченного представителя президента в Северо-Западном федеральном округе.
Участник петербургских соревнований по пляжному футболу.